# 九鬼守隆
九鬼 守隆（くき もりたか、旧字体：九鬼守隆）は、安土桃山時代から江戸時代前期にかけての武将、大名。志摩鳥羽藩初代藩主。九鬼氏12代当主。

## 生涯
天正元年（1573年）、九鬼嘉隆の次男として生まれる。母は橘宗忠の妹。
慶長2年（1597年）、父・嘉隆から家督を継ぐ。
慶長3年（1598年）8月、秀吉の死に際して遺物兼元の刀を受領、翌慶長4年（1599年）に従五位下・長門守に叙任した。
慶長5年（1600年）には徳川家康の会津征伐に従軍し、石田三成の挙兵により関ヶ原の戦いが勃発すると急遽国許に戻った。ところが、父の嘉隆は鳥羽城にて西軍方に与しており、戦後、守隆は徳川家康に父の助命を嘆願し、認められると嘉隆に使者を派遣した。ところが、それより前に九鬼家の行く末を案じた豊田五郎右衛門が独断で嘉隆に切腹するよう促し、これを受けて嘉隆が自害。嘉隆の首級が家康の首実検のために伏見城に送られる途中の伊勢明星において、守隆の派遣した急使に確認される。これを知った守隆は激怒し、五郎右衛門を鋸挽きで斬首のうえ晒首にした。守隆は、父の帰依が深かった玉龍山大福寺を改築し、入仏式に際して玉龍山大福寺を東照山常安寺に改めた。また寺領100石と境内外の灯籠の油料20石を寺に寄進した。
鳥羽藩の初代藩主として5万6000石を領した。九鬼水軍を率いて大坂の陣を戦い、江戸城の築城時は木材や石材を海上輸送して江戸幕府に協力した。その後、病弱であった長男の良隆を廃嫡し、仏門に入っていた五男の久隆を還俗させて後継者にしようとするが、三男の隆季はこれに反対した。寛永9年（1632年）に守隆が死去すると、忽ちの内に家督争いが起こり、藩内は久隆派と隆季派に二分された。幕府の命令によって守隆の遺言どおり弟の久隆が跡を継いだが、2万石を削られたうえ摂津三田に移封されることとなった（三田藩）。一方、兄の隆季には家光の命により丹波に新たに2万石が与えられ、丹波綾部藩となった。両地ともに海から離れており、これにより九鬼家の水軍力は失われた。なお、幕末のころには、九鬼隆義、九鬼隆一にみられるように両藩同士の養子縁組があるなど、二藩の親しい関係が窺われる。

## 墓所
江戸で病死した後、遺体は菩提寺である鳥羽の東照山常安寺に葬られた。
家督争いによって、寛永10年3月5日（1633年4月13日）に久隆が摂津国三田藩へ、隆季が丹波国綾部藩へ転封となると、守隆の遺言によって隆季が常安寺での供養を行った。
これに対し、久隆は移封先にある梅林寺を守隆の戒名に因んで天翁山心月院と改め、これを菩提寺とし、守隆の五輪塔を建立した（山号を清涼山と改めたのは寛文5年（1665年）の事である）。
更に、田原藩第2代藩主である戸田忠能が守隆の娘（久昌院）を正室とした関係から、戸田氏の菩提寺である雲龍山長興寺にも墓が建立された。尚、これは中世の板碑の系譜をひく供養塔とも考えられる。

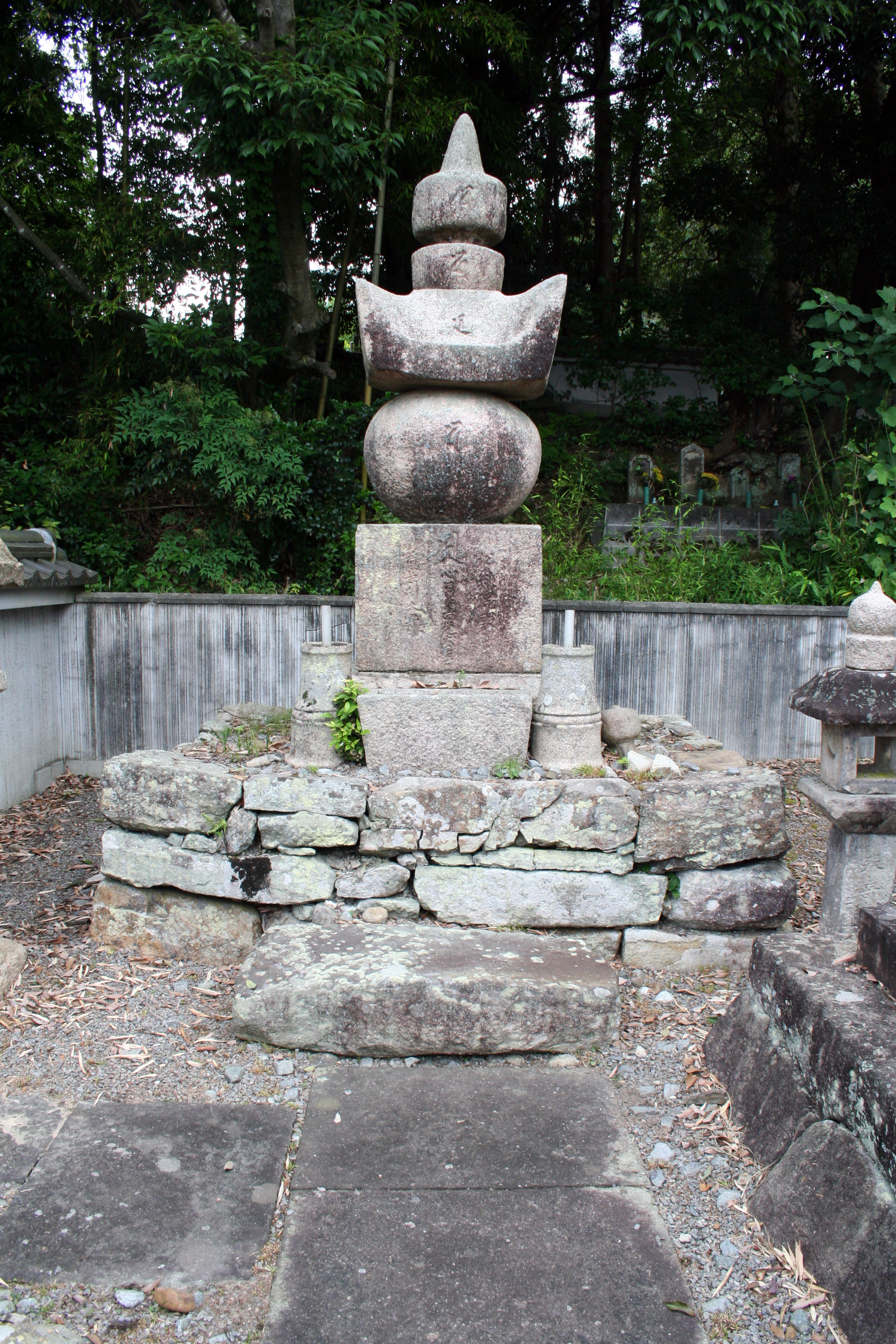
清涼山心月院、九鬼守隆の墓
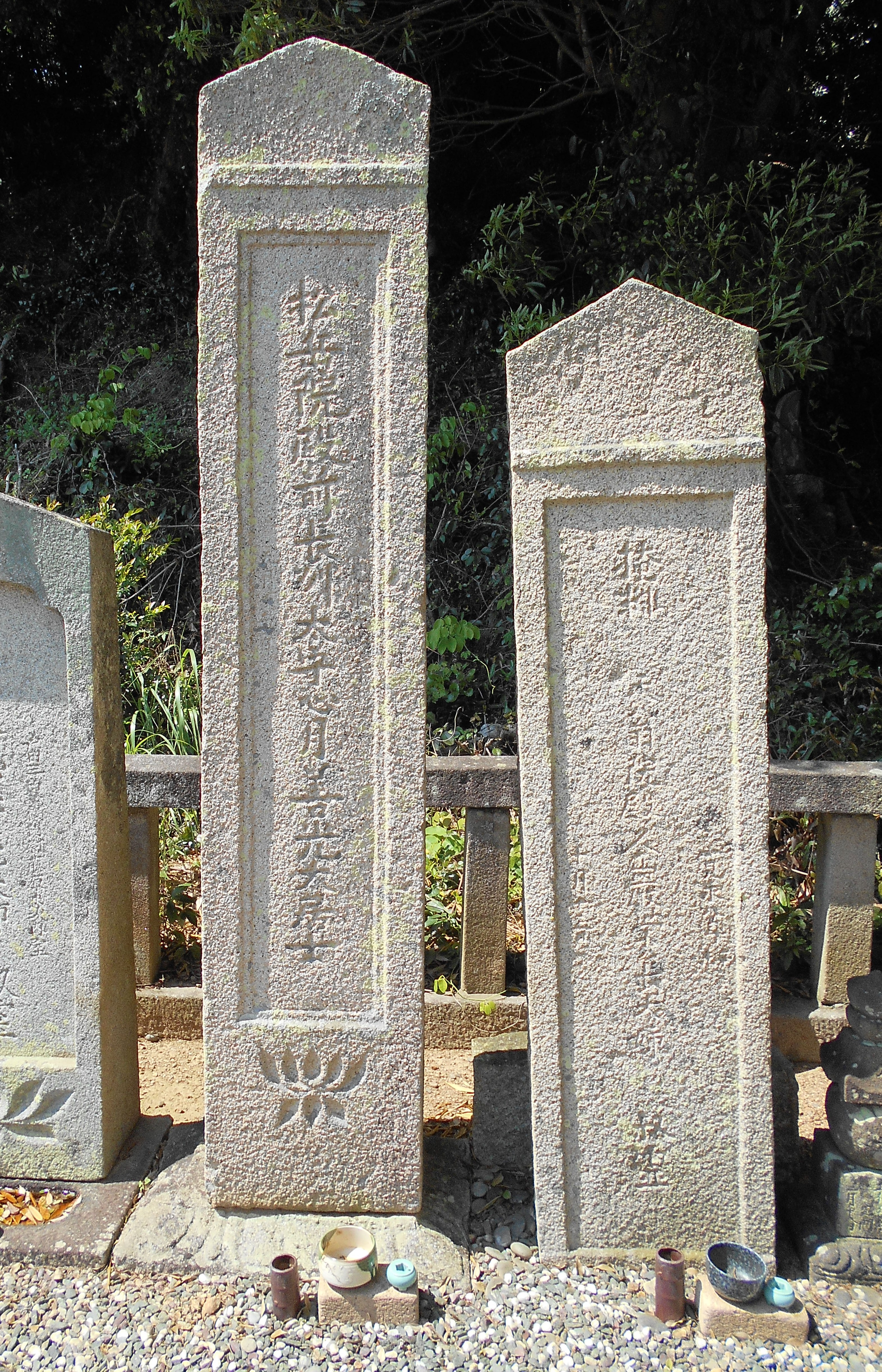
雲龍山長興寺、九鬼守隆（左）と正室天翁院（右）の墓
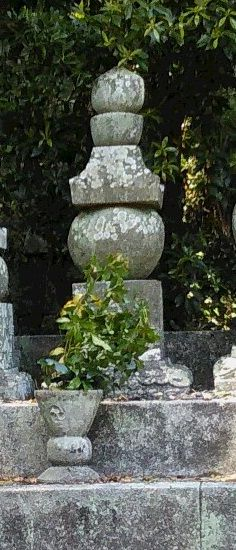
九鬼守隆の墓(鳥羽市常安寺)

## 登場する小説
- 加藤廣『水軍遙かなり』文藝春秋、2014年2月、のち『文春文庫』(上)・(下)、2016年8月